# Elecciones generales de Kenia de 2022
Las elecciones generales se celebraron en Kenia el 9 de agosto de 2022. Los votantes eligieron al presidente, los miembros de la Asamblea Nacional y el Senado, los gobernadores de los condados y los miembros de las 47 asambleas de los condados.

## Fondo

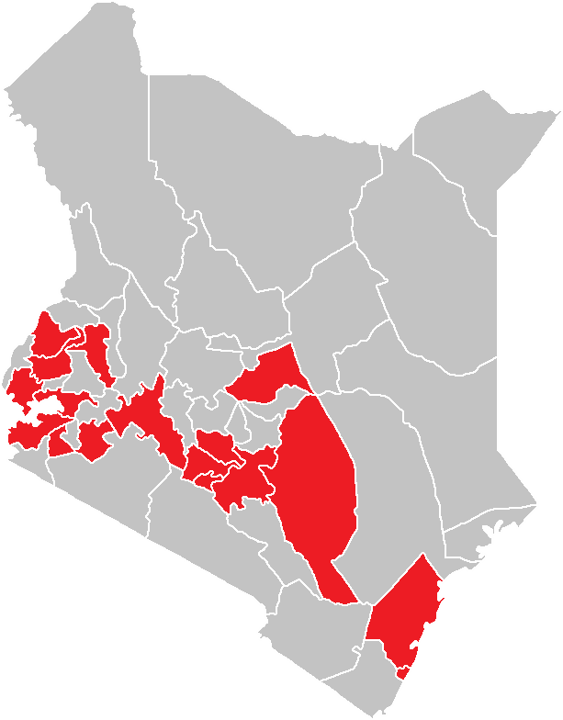
Desglose de los condados de Kenia en función de la riqueza de votos.

La Constitución de Kenia exige que se celebren elecciones generales el segundo martes de agosto de cada cinco años, lo que significa que las próximas elecciones generales están programadas para el 9 de agosto de 2022. Si Kenia está en guerra, la elección puede retrasarse si se aprueba una resolución en cada Cámara del Parlamento por al menos dos tercios de todos los miembros de la Cámara. Dicha resolución puede retrasar la elección hasta seis meses y puede aprobarse varias veces siempre que los retrasos no superen los 12 meses acumulativos.
La Constitución exige que las elecciones presidenciales se celebren al mismo tiempo que las elecciones generales. En el improbable caso de que antes de las próximas elecciones generales quede vacante el cargo de presidente y también esté vacante el cargo de vicepresidente (quien de otro modo asumiría el cargo de presidente), se podría celebrar una elección presidencial en una fecha anterior. De acuerdo con la Constitución, en tales circunstancias, se debe celebrar una elección dentro de los sesenta días posteriores a la vacante en el cargo de presidente.
El presidente en funciones, Uhuru Kenyatta, no es elegible para postularse para un tercer mandato debido al límite de dos mandatos de la Constitución de Kenia.

## Campaña
Una nueva dinámica política basada en la política de clases está surgiendo en Kenia, que se enmarca como buscavidas versus dinastías. Las familias del actual presidente Uhuru Kenyatta y el exlíder de la oposición Raila Odinga han dominado la política de Kenia desde la independencia en 1963. Además, Kenia ha sido gobernada tradicionalmente por presidentes que pertenecen al pueblo kikuyu, como Kenyatta, o al pueblo kalenjin, como el actual vicepresidente William Ruto. La potencial victoria de Odinga, perteneciente al pueblo luo, marcaría una salida para el país, que tiene 44 grupos étnicos.
William Ruto luchó inicialmente junto a Odinga en 2007, cuando la represión policial de los manifestantes y los enfrentamientos que se convirtieron en ataques étnicos mataron a más de 1.000 personas en la violencia postelectoral, lo que finalmente provocó una nueva constitución para devolver el poder. Ruto se asoció con Kenyatta en 2013. Tanto Kenyatta como Ruto habían sido acusados por la Corte Penal Internacional de crímenes de lesa humanidad por su presunto papel en la orquestación de la violencia postelectoral. Los casos colapsaron más tarde, y el exfiscal jefe de la CPI, Fatou Bensouda, dijo que una campaña implacable de intimidación de víctimas y testigos hizo imposible un juicio.
En 2018, el presidente Uhuru Kenyatta y su antiguo rival por la presidencia, Raila Odinga, sorprendieron al público cuando se dieron la mano y declararon una tregua después de que la violencia postelectoral de 2017 dejara decenas de muertos. Los dos líderes también buscaron expandir el ejecutivo a través de cambios constitucionales por medio de la Iniciativa Construyendo Puentes (BBI) que potencialmente habrían permitido a Kenyatta permanecer en el poder como primer ministro. Pero a pesar del fallo del tribunal superior de Kenia en contra de las enmiendas propuestas en agosto, la alianza inesperada se ha perseverado con Odinga asistiendo a funciones oficiales del gobierno con Kenyatta.
En diciembre de 2021, la Fundación Mount Kenya, uno de los grupos de presión kikuyu más poderosos y ricos del país, anunció su apoyo a Odinga, mientras que Kenyatta ha dicho en repetidas ocasiones que el próximo presidente no será “ni kikuyu ni kalenjin”. El 10 de diciembre de 2021, Odinga declaró su intención de postularse a la presidencia por quinta vez.
En enero de 2022, la Alianza Democrática Unida de Ruto anunció un pacto de coalición con el Congreso Nacional Amani de Musalia Mudavadi, FORD-Kenya de Moses Wetangula y varios otros partidos políticos. La nueva coalición se llamó Kenia Primero.
En febrero de 2022, el partido Jubileo de Kenyatta anunció que se uniría a la coalición Declaración de Unidad encabezada por Odinga, líder del Movimiento Democrático Naranja (ODM). El 12 de marzo de 2022, al menos 26 partidos políticos, incluidos los principales partidos políticos ODM, Jubileo y KANU, firmaron un pacto de cooperación respaldando la candidatura presidencial de Raila Odinga. Ese mismo día, Kenyatta respaldó públicamente a Odinga para la presidencia.
El 15 de marzo de 2022, la UDA y Kenia Primero respaldaron a Ruto como su candidato presidencial para las elecciones generales de 2022.
El 1 de abril de 2022, un grupo de jóvenes arrojó piedras al helicóptero de Odinga, dañando su parabrisas. Un grupo de jóvenes alborotadores interrumpió su mitin en Iten, negándole la oportunidad de dar su manifiesto a los residentes. William Ruto condenó el ataque del mismo día, afirmando que todo político tiene derecho a difundir su agenda en cualquier parte del país.

## Sistema electoral

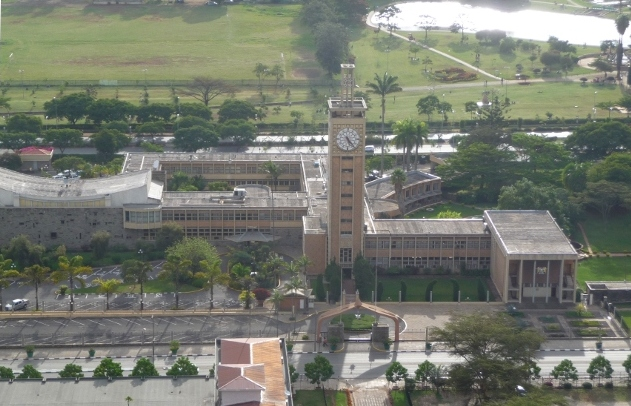
Edificio del Parlamento, Nairobi.

El presidente de Kenia es elegido utilizando una versión modificada del sistema de dos vueltas: para ganar en la primera vuelta, un candidato debe recibir más del 50 % de los votos y al menos el 25 % de los votos en un mínimo de 24 de los 47 condados
El Parlamento de Kenia consta de dos cámaras: el Senado (Cámara alta) y la Asamblea Nacional (Cámara baja). Los 337 miembros de la Asamblea Nacional son elegidos por dos métodos; 290 son elegidos en distritos electorales uninominales por votación de mayoría absoluta. Los 47 restantes están reservados para mujeres y se eligen en distritos uninominales basados en los 47 condados, también utilizando el sistema de mayoría simple. Los 67 miembros del Senado son elegidos por cuatro métodos; 47 son elegidos en distritos electorales de un solo miembro en función de los condados mediante votación por mayoría absoluta. Luego, a los partidos se les asigna una parte de 16 escaños para mujeres, dos para jóvenes y dos para personas discapacitadas en función de su parte de escaños.
Los miembros de las asambleas de los condados se eligen en 1.450 distritos electorales.

## Candidatos presidenciales

### Candidatos declarados
Las siguientes personas declararon postularse como candidatos presidenciales:
- Raila Odinga, ex primer ministro de Kenia (2008-2013) y líder del Movimiento Democrático Naranja.[20]
- William Ruto, actual vicepresidente de Kenia (2013-presente) y líder de la Alianza Democrática Unida.[21]

### Rechazado
Las siguientes personas se negaron a postularse como candidatos presidenciales y respaldaron a Raila Odinga:
- Kalonzo Musyoka, exvicepresidente de Kenia (2008–2013) y líder de Wiper.[22]

Las siguientes personas se negaron a postularse como candidatos presidenciales y respaldaron a William Ruto:
- Musalia Mudavadi, exvicepresidenta de Kenia (2002-2003) y líder del Congreso Nacional Amani.[23]

- Moisés Kuria, líder de Chama Cha Kazi.[23]
- William Kabogo, líder de Tujibebe Wakenya.[23]
- Moses Wetangula, líder de FORD–Kenia.[23]

## Encuestas de opinión

### Presidente
La siguiente tabla enumera las encuestas completadas desde el anuncio de Raila Odinga el 10 de diciembre de 2021 de que competiría por la presidencia.

| Encuestadora                      | Fecha                       | Muestra |               |                             | Otros | Indecisos | No responde |       |     |     |      |    |    |
| Encuestadora                      | Fecha                       | Muestra | Odinga Azimio | Ruto UDA                    | Otros | Indecisos | No responde |       |     |     |      |    |    |
| --------------------------------- | --------------------------- | ------- | ------------- | --------------------------- | ----- | --------- | ----------- | ----- | --- | --- | ---- | -- | -- |
| Encuestadora                      | Fecha                       | Muestra | Tifa Research | 31 July–1 de agosto de 2022 | Otros | Indecisos | No responde | 2,268 | 49% | 41% | 1.8% | 8% | 8% |
| (Infotrak for Nation Media Group) | 30 July–1 de agosto de 2022 | 2,400   | 49%           | 41%                         | 2.2%  | 7%        | 0.8%        |       |     |     |      |    |    |
| Afroopinion                       | 23–31 de julio de 2022      | 450     | 49%           | 45.6%                       | 5.4%  |           |             |       |     |     |      |    |    |
| Ipsos                             | 23–30 de julio de 2022      | 6,105   | 47%           | 41%                         | 3.1%  | 3.8%      | 5.1%        |       |     |     |      |    |    |
| Tifa Research                     | 21–26 de julio de 2022      | 2,056   | 46.7%         | 44.4%                       | 2%    | 5.2%      | 1.9%        |       |     |     |      |    |    |
| Tifa Research                     | 25–30 de junio de 2022      | 1,533   | 42%           | 39%                         | 4%    | 10%       | 4%          |       |     |     |      |    |    |
| InfotraK                          | 23–27 de mayo de 2022       | 9,000   | 42%           | 38%                         | 1%    | 20%       | 20%         |       |     |     |      |    |    |
| Tifa Research                     | 17 de mayo de 2022          | 1,719   | 39%           | 35%                         | 2%    | 14%       | 8%          |       |     |     |      |    |    |
| (Infotrak for Nation Media Group) | 8–9 de mayo de 2022         |         | 42%           | 42%                         | 2%    | 10%       | 5%          |       |     |     |      |    |    |
| Tifa Research                     | 22–26 de abril de 2022      | 2,033   | 32%           | 39%                         | 1%    | 16%       | 12%         |       |     |     |      |    |    |
| Radio Africa Limited              | April 2022                  |         | 41.3%         | 45.5%                       |       |           |             |       |     |     |      |    |    |
| Radio Africa Limited              | March 2022                  |         | 46.7%         | 43.4%                       | 3%    |           | 2.3%        |       |     |     |      |    |    |
| Radio Africa Limited              | February 2022               |         | 35.1%         | 47.1%                       |       |           |             |       |     |     |      |    |    |
| Tifa Research                     | 9–13 de febrero de 2022     | 1,541   | 27%           | 38.7%                       | 4.3%  | 20%       | 10%         |       |     |     |      |    |    |
| Radio Africa Limited              | January 2022                |         | 35.1%         | 46.1%                       |       |           |             |       |     |     |      |    |    |
| Tifa Research                     | 9–13 de noviembre de 2021   | 1,519   | 23%           | 38%                         | 6%    | 23%       | 10%         |       |     |     |      |    |    |
| Radio Africa Limited              | November 2021               |         | 28.6%         | 45.6%                       |       |           |             |       |     |     |      |    |    |
| Radio Africa Limited              | July 2021                   |         | 14.2%         | 42.7%                       |       |           |             |       |     |     |      |    |    |
| Radio Africa Limited              | January 2020                |         | 19.9%         | 38.8%                       |       |           |             |       |     |     |      |    |    |

## Resultados
| Fórmula                          | Fórmula                   | Partido / Coalición       | Partido / Coalición              | Votos      | %      |
| Presidente                       | Vicepresidente            | Partido / Coalición       | Partido / Coalición              | Votos      | %      |
| -------------------------------- | ------------------------- | ------------------------- | -------------------------------- | ---------- | ------ |
| William Ruto                     | Rigathi Gachagua          |                           | Kenia Primero (KK)               | 7,176,141  | 50.49  |
| Raila Odinga                     | Martha Karua              |                           | Resolución por la Unidad (AZIMO) | 6,942,930  | 48.85  |
| George Wajackoyah                | Justina Wamae             |                           | Partido Raíces de Kenia          | 61,969     | 0.44   |
| David Waihiga                    | Ruth Mutua                |                           | Partido Agano                    | 31 987     | 0.23   |
|                                  |                           |                           |                                  |            |        |
| Votos válidos                    | Votos válidos             | Votos válidos             | Votos válidos                    | 14,099,523 | 99.20  |
| Votos nulos                      | Votos nulos               | Votos nulos               | Votos nulos                      | 113,614    | 0.80   |
| Total                            | Total                     | Total                     | Total                            | 14,213,137 | 100.00 |
| Registrados/Participación        | Registrados/Participación | Registrados/Participación | Registrados/Participación        | 22,120,458 | 64.25  |
| Fuente: Resultados provisionales |                           |                           |                                  |            |        |

### Resultados por condado
| Nª  | Condado         | Registrados | Total   | Nulos | Válidos | Odinga    | Odinga | Ruto      | Ruto  | Waihiga | Waihiga | Wajackoyah | Wajackoyah |
| Nª  | Condado         | Registrados | Total   | Nulos | Válidos | Votos     | %      | Votos     | %     | Votos   | %       | Votos      | %          |
| --- | --------------- | ----------- | ------- | ----- | ------- | --------- | ------ | --------- | ----- | ------- | ------- | ---------- | ---------- |
| 1   | Mombasa         | 642,362     | 281,113 | 3,812 | 277,301 | 161,015   | 58.07  | 113,700   | 41.00 | 482     | 0.17    | 2,104      | 0.76       |
| 2   | Kwale           | 328,316     | 180,368 | 1,359 | 179,009 | 125,541   | 70.13  | 51,918    | 29.00 | 413     | 0.23    | 1,137      | 0.64       |
| 3   | Kilifi          | 588,842     | 288,813 | 3,191 | 285,496 | 204,536   | 71.64  | 77,331    | 27.09 | 1,221   | 0.37    | 2,534      | 0.89       |
| 4   | Río Tana        | 141,110     | 94,573  | 1,068 | 93,505  | 51,390    | 54.96  | 41,505    | 44.39 | 198     | 0.21    | 412        | 0.44       |
| 5   | Lamu            | 81,468      | 50,957  | 887   | 50,070  | 26,160    | 52.25  | 22,876    | 45.69 | 186     | 0.37    | 848        | 1.69       |
| 6   | Taita-Taveta    | 182,126     | 112,493 | 999   | 111,494 | 81,271    | 72.89  | 29,148    | 24.14 | 249     | 0.22    | 826        | 0.74       |
| 7   | Garissa         | 201,513     | 110,550 | 590   | 109,960 | 81,376    | 74.01  | 28,111    | 25.56 | 77      | 0.07    | 396        | 0.36       |
| 8   | Wajir           | 207,767     | 134,447 | 1,014 | 133,391 | 83,486    | 62.59  | 49,062    | 36.78 | 217     | 0.16    | 626        | 0.47       |
| 9   | Mandera         | 217,034     | 136,411 | 846   | 135,565 | 106,279   | 78.40  | 28,351    | 20.91 | 259     | 0.19    | 676        | 0.50       |
| 10  | Marsabit        | 166,944     | 115,385 | 481   | 114,904 | 35,057    | 48.45  | 18,194    | 51.16 | 75      | 0.13    | 191        | 0.26       |
| 11  | Isiolo          | 89,504      | 59,514  | 536   | 58,978  | 26,436    | 44.85  | 32,300    | 54.77 | 52      | 0.09    | 173        | 0.30       |
| 12  | Meru            | 772,139     | 511,285 | 4,809 | 506,476 | 66,477    | 20.47  | 323,496   | 78.77 | 773     | 0.21    | 2,052      | 0.55       |
| 13  | Tharaka-Nithi   | 231,932     | 162,558 | 980   | 161,578 | 15,208    | 9.32   | 144,802   | 89.79 | 461     | 0.29    | 1,142      | 0.60       |
| 14  | Embu            | 334,302     | 222,947 | 1,899 | 221,048 | 31,469    | 14.12  | 188,874   | 85.04 | 554     | 0.24    | 1,339      | 0.60       |
| 15  | Kitui           | 532,758     | 332,397 | 3,324 | 329,073 | 203,750   | 71.53  | 77,912    | 27.17 | 1,216   | 0.43    | 2,412      | 0.86       |
| 16  | Machakos        | 687,565     | 413,997 | 3,759 | 410,238 | 258,647   | 74.30  | 79,386    | 24.73 | 872     | 0.26    | 2,525      | 0.71       |
| 17  | Makueni         | 479,401     | 292,726 | 1,908 | 290,819 | 229,187   | 78.82  | 59,331    | 20.35 | 572     | 0.20    | 1,848      | 0.63       |
| 18  | Nyandarua       | 361,165     |         |       |         | 49,194    | 20.46  | 189,047   | 78.76 | 835     | 0.34    | 905        | 0.44       |
| 19  | Nyeri           | 481,632     |         |       |         | 52,043    | 15.92  | 272,507   | 83.37 | 982     | 0.30    | 1,344      | 0.41       |
| 20  | Kirinyaga       | 376,001     |         |       |         | 37,978    | 14.53  | 220,752   | 84.70 | 644     | 0.25    | 1,361      | 0.52       |
| 21  | Murang'a        | 620,929     |         |       |         | 67,181    | 17.49  | 310,895   | 81.68 | 1,379   | 0.36    | 1,723      | 0.46       |
| 22  | Kiambu          | 1,275,008   |         |       |         | 210,302   | 25.52  | 605,761   | 73.49 | 3,798   | 0.46    | 4,373      | 0.53       |
| 23  | Turkana         | 238,528     |         |       |         | 56,300    | 66.97  | 29,333    | 32.53 | 139     | 0.19    | 227        | 0.31       |
| 24  | West Pokot      | 220,026     |         |       |         | 63,147    | 36.32  | 109,940   | 63.29 | 160     | 0.11    | 298        | 0.22       |
| 25  | Samburu         | 100,014     |         |       |         | 41,737    | 59.33  | 28,319    | 40.27 | 62      | 0.09    | 238        | 0.31       |
| 26  | Trans-Nzoia     | 398,981     |         |       |         | 131,581   | 52.87  | 115,750   | 46.61 | 412     | 0.17    | 875        | 0.35       |
| 27  | Uasin Gishu     | 506,138     |         |       |         | 76,032    | 21.73  | 272,862   | 77.99 | 390     | 0.11    | 590        | 0.17       |
| 28  | Elgeyo-Marakwet | 213,884     |         |       |         | 4,902     | 2.96   | 160,092   | 96.86 | 120     | 0.07    | 176        | 0.11       |
| 29  | Nandi           | 406,288     |         |       |         | 24,872    | 8.46   | 240,820   | 91.30 | 256     | 0.09    | 404        | 0.15       |
| 30  | Baringo         | 281,053     |         |       |         | 40,316    | 18.99  | 143,429   | 80.69 | 186     | 0.10    | 425        | 0.22       |
| 31  | Laikipia        | 263,012     |         |       |         | 34,276    | 28.93  | 105,827   | 70.46 | 389     | 0.26    | 522        | 0.36       |
| 32  | Nakuru          | 1,054,856   |         |       |         | 170,169   | 32.94  | 357,439   | 66.44 | 1,536   | 0.27    | 1,756      | 0.35       |
| 33  | Narok           | 398,784     |         |       |         | 106,967   | 51.70  | 132,366   | 48.09 | 181     | 0.07    | 303        | 0.14       |
| 34  | Kajiado         | 463,273     |         |       |         | 157,704   | 51.38  | 147,974   | 48.10 | 778     | 0.22    | 1,132      | 0.30       |
| 35  | Kericho         | 428,067     |         |       |         | 14,442    | 4.50   | 272,975   | 95.32 | 180     | 0.06    | 362        | 0.12       |
| 36  | Bomet           | 875,689     |         |       |         | 15,132    | 4.47   | 333,491   | 95.27 | 274     | 0.08    | 667        | 0.19       |
| 37  | Kakamega        | 844,551     |         |       |         | 325,302   | 71.04  | 130,184   | 28.02 | 1,128   | 0.25    | 3,224      | 0.29       |
| 38  | Vihiga          | 310,043     |         |       |         | 113,623   | 62.23  | 66,717    | 36.69 | 503     | 0.28    | 1,448      | 0.80       |
| 39  | Bungoma         | 646,598     |         |       |         | 144,658   | 35.86  | 255,337   | 63.16 | 1, 511  | 0.39    | 2,480      | 0.59       |
| 40  | Busia           | 416,756     |         |       |         | 226,317   | 81.68  | 48,827    | 17.63 | 474     | 0.17    | 1,406      | 0.51       |
| 41  | Siaya           | 533,595     |         |       |         | 371,201   | 98.60  | 4,307     | 1.15  | 209     | 0.06    | 735        | 0.20       |
| 42  | Kisumu          | 606,754     |         |       |         | 419,141   | 97.45  | 10,049    | 2.32  | 247     | 0.06    | 734        | 0.17       |
| 43  | Homa Bay        | 551,071     |         |       |         | 397,499   | 98.93  | 3,469     | 0.87  | 139     | 0.03    | 719        | 0.18       |
| 44  | Migori          | 469,019     |         |       |         | 292,451   | 84.58  | 64,645    | 15.10 | 338     | 0.09    | 810        | 0.23       |
| 45  | Kisii           | 637,010     |         |       |         | 262,618   | 65.80  | 133,838   | 33.59 | 696     | 0.19    | 1,590      | 0.42       |
| 46  | Nyamira         | 323,283     |         |       |         | 126,284   | 61.84  | 76,541    | 37.55 | 339     | 0.17    | 849        | 0.44       |
| 47  | Nairobi         | 2,415,310   |         |       |         | 760,506   | 57.30  | 560,293   | 41.94 | 4,563   | 0.33    | 5,846      | 0.43       |
|     | Total           | 22,110,015  |         |       |         | 6,939,203 | 49.09  | 7,173,951 | 50.20 | 31,957  | 0.20    | 61,933     | 0.44       |
| 291 | Diaspora        | 10,443      |         |       |         | 3,435     | 62.24  | 1,840     | 36.57 | 30      | 0.52    | 36         | 0.67       |
|     | Total           | 22,120,458  |         |       |         | 6,942,930 | 48.85  | 7,176,141 | 50.49 | 31,987  | 0.23    | 61,969     | 0.44       |